# 인구 관련 단체 목록
본 문서는 전 세계 인구 관련 단체 목록을 다루고 있다.

## 인구 관련 기관

### 유엔
유엔사무국의 경제사회국 소속 유엔 인구처(UN Population Division, UNPD)와 유엔 통계처(UN Statistics Division, UNSD)는 인구 관련 업무를 맡는다.

#### 유엔 인구처
유엔 인구처는 1946년 유엔경제사회위원회의 보조기구인 인구개발위원회(Commission on Population and Development)의 사무처로 설립되었다. 대표적인 활동으로는 국가별, 대륙별, 도시지역과 농촌지역별, 주요 도시별 인구추계 작성이다. 유엔 인구처의 통계 자료는 유엔 모든 사무국에 활용된다.

#### 유엔 통계처
국가통계 개발과 통계자료의 국제비교가능성 향상을 목적으로 유엔통계처(UN Statistics Division, UNSD)는 1946년 유엔경제사회위원회의 보조기구인 통계위원회(Statistics Commission)의 사무처로 설립되었다. 이 조직의 역할은 인구관련 문제에 관한 분석 작업과 국제 간 여론수렴 및 정책개발 촉진을 통해, 인구개발위원회 뿐만 아니라 유엔총회와 경제사회위원회를 지원하는 것이다. 특히 인구 및 개발 국제회의에서 채택한 행동강령에 대한 권고와 적용 작업을 지원하는데, 최근의 세계추세 분석 및 정책과제를 선별하고 분석하는 작업도 수행한다.
유엔통계처는 전세계 통계자료센터의 역할을 수행하고 있으며 국가통계기관들과 국제정보기관들을 통해 인구·경제·사회·환경 관련 자료들을 수집하고, 통계기법 향상 등을 통해 각국 통계 작성기관의 작업들을 조정하는 역할을 수행한다. 유엔통계처 내에서 인구통계분야는 인구 및 사회 통계부(Demographic and Social Statistics)에서 담당하는데, 1948년부터 《인구통계연감(Demographic Yearbook)》을 발간하고 있다.《인구통계연감》은 각국의 센서스, 표본조사, 인구동태자료에서 공식통계자료를 수집하여 수록할뿐만 아니라 통계 작성방법론에 관한 보고서나 자료수집절차의 조정을 위한 가이드라인을 제공한다.

### 국제인구기관
- 국제이주기구

## 인구관련 학술단체
학회 회원은 인구학 연구자, 학생, 정책결정자, 기타 단체 활동가 등 다양하며 이들 학회는 학문적 논의의 장인 학술대회를 정기적으로 개최하고, 전문 학술잡지를 발간하고 있다. 세계적으로 인구학연구의 대표적인 단체인 국제인구과학연맹(IUSSP)을 비롯해 대륙별 학회인 아시아인구학회, 유럽인구학회, 유럽인구경제학회, 북미를 대표하는 미국인구학회, 아프리카인구학회, 중남미인구학회 등을 소개하고, 아시아에서 일본과 인도의 인구학회를 더한다. 마지막으로 인구학 내 중요한 학술잡지인 인구개발리뷰(Population and Development and Review)를 발간하는 미국 인구협회가 있다.

### 국제인구과학연맹(국제인구학회)
국제인구과학연맹는 전 세계 인구문제 전문가들이 결성한 비영리 학술조직이다. 1947년 파리에서 결성되어, 4년마다 정규 학술대회인 세계인구총회를 개최하며, 그 사이에 비정규 지역회의를 개최한다.

### 아시아인구학회
아시아인구학회는 아시아 인구학자들의 비영리 단체이다. 태국 마히돌 대학 (Mahidol University) 내 인구와사회연구소(Institute for Population and Social Research)에서 학회사무국을 겸하고 있다.3년 마다 아시아 인구학회를 개최한다.

### 미국인구학회
미국인구학회(Population Association of America, PAA)는 1932년 설립된 미국의 인구 관련 비영리 조직이다. 학회 회원은 전문 학술 잡지 《인구학》 (Demography)과 분기별 온라인 뉴스레터를 받는다. 매년 학술대회를 개최한다.

### 유럽인구학회
유럽인구학회(European Association for Population Studies, EAPS)는 1983년에 설립된 유럽 인구 문제 관련 비영리 조직이다. 2년마다 유럽인구학술대회 (European Population Conference)를 개최하고 있으며, 전문학술지인《유럽 인구학회지》(European Journal of Population)를 출간하고, 유럽 인구학 박사과정 (European Doctoral School of Demography, EDSD) 지원 사업을 하고 있다.

### 아프리카인구학회연합
아프리카인구학회연합(Union for African Population Studies, UAPS)은 1984년 설립된 범아프리카 비영리 학술단체이다. 사무소는 가나 아크라(Accra)에 위치해 있다. 전문학술지인 아프리카 인구연구(African Population Studies, APS)를 발간한다.

### 중남미인구학회
중남미인구학회(Latin American Population Association, LAPA)는 500명 이상의 회원이 가입된 중남미 및 카리브해 지역에서 인구학 문제를 논의하고 그 결과를 보급하기 위한 포럼이다. 2004년 설립된 이후로, 라틴아메리카 대륙 국제 인구학회를 매 2년마다 개최했다. 전문학술지인 중남미인구학(Latin American Population Review, RELAP)을 발간하고 있다.

### 유럽인구경제학회
유럽인구경제학회(European Society for Population Economics, ESPE)는 1986년 설립된 단체이다. 매 2년마다 6월에 유럽인구경제학회 학술대회(European Population Conferences, EPC)가 열린다.

### 인도인구학회
인도인구학회는 1971년 설립된 인구 관련 학회이다. 전문 학술잡지인《인도인구학》 (Demography India)을 발간한다.

### 일본인구학회
일본인구학회는 1948년에 설립되었으며 2001년, 세기 전환에 따라 대규모 사업으로 3년의 준비기간에 약 200명의 연구자들이 참여하여《인구대사전》을 출간했다. 1978년부터 《일본인구학》을 연 2회씩 발간해오고 있다

### 미국인구협회
미국인구협회는 보건과 개발문제를 해결하기 위한 국제 비영리, 비정부 단체이다. 생의학, 사회과학, 보건학 연구를 수행하며, 저개발 국가에 사업 지원을 한다. 이 단체에서 수행하는 연구의 1/3은 개도국의 HIV/AIDS 구제사업이며, 구체적으로 생식보건, 빈곤, 청소년 및 젠더 문제와 관련되어 있다. 이 협회는 가족계획 사업을 지원하기 위한 피임약 개발에 투자해 상완 피하이식 호르몬 피임제(Norplant)와 자궁내 장치의 일종인 미레나(Mirena)의 특허권도 가지고 있다.

## 온라인 자료원

### 국가통계포털
통계청이 운영하는 통계 데이터베이스 검색시스템이다. 한국, 북한, 국제 통계를 전부 제공하며, 300여 개 기관이 작성하는 경제, 사회, 환경 관련 800여 종의 국가승인통계를 수록하고 있다. 국제금융,국제통화기금(IMF), 세계은행, OECD 등 통계도 제공한다.

### e-나라지표
통계청이 운영하는 국정 모니터링 시스템으로 분야별, 부처별 통계, 국가주요지표를 제공한다.

## 같이 보기
- 인구 과잉